# Aura (parapsychologie)
Pour les articles homonymes, voir aura.
 (novembre 2016).

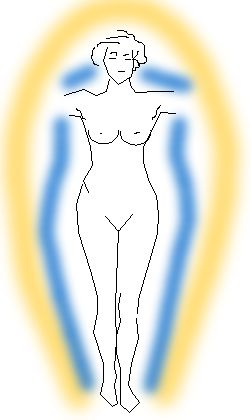
Une vue d'artiste de l'aura.

L’aura est un concept ésotérique qui désigne un contour coloré, comme un « halo de lumière » qui rayonnerait autour du corps ou de la tête d'un être vivant et qui serait la manifestation d'un ou plusieurs « champs d'énergie » ou d'une force vitale.

## Explications ésotériques
Pour certains médiums, cette aura serait composée de différentes « structures vibratoires » ou « champs énergétiques » dont les appellations varient selon les auteurs (« corps subtils », « enveloppes », « corps éthérique », etc.). La notion de chakra est souvent associée au concept d'aura[réf. souhaitée]. Pour percevoir l'aura, il faudrait posséder des capacités extrasensorielles particulières.

## Explications scientifiques
L'existence physique de l'aura n'a jamais été démontrée par la science qui attribue maintenant plutôt cette perception de couleurs à un phénomène cognitif particulier, mais non pathologique, appelé synesthésie, différent du symptôme pathologique qu'est l'hallucination, découvert à la fin du 19e siècle par Francis Galton, et qui semble être plus commun qu'on ne le pensait : la synesthésie toucherait 2 à 4% de la population générale selon Simner et al. (2006). « la synesthésie est un phénomène perceptif réel. Ces sujets ne fabulent pas », mais elle n'a rien de paranormal.
Il reste difficile, dans la vie courante, de discerner la synesthésie de la simple association d’idées. D'autres synesthésies, plus étudiées sont celles liant musique et couleurs ou chiffres et couleurs. Dans le cas, de TK, étudié par Ramachandran et al. (2012), la couleur de l'aura est associée à l’identité et la connotation émotionnelle de la personne qu'il regarde, « ce qui lui permet, malgré son syndrome d’Asperger, de s’introspecter sur les émotions et de les reconnaître chez les autres » notent Ramachandran et ses collègues.
Si l'aura correspondait à un rayonnement physique mesurable, la sélection naturelle darwinienne aurait permis depuis longtemps à la majorité des individus de l'espèce humaine sa perception et son contrôle[réf. nécessaire]. Le physicien  Sébastien Point, spécialiste de la lumière, considère que l'ensemble des théories et techniques de perception ou d'enregistrement de l'aura appartiennent au domaine des pseudo-sciences ou de l'illusion d'optique. Cette conclusion est partagée par l'association Les sceptiques du Quebec, pour qui « il n'existe aucune base scientifique permettant de croire aux auras ».

## Histoire

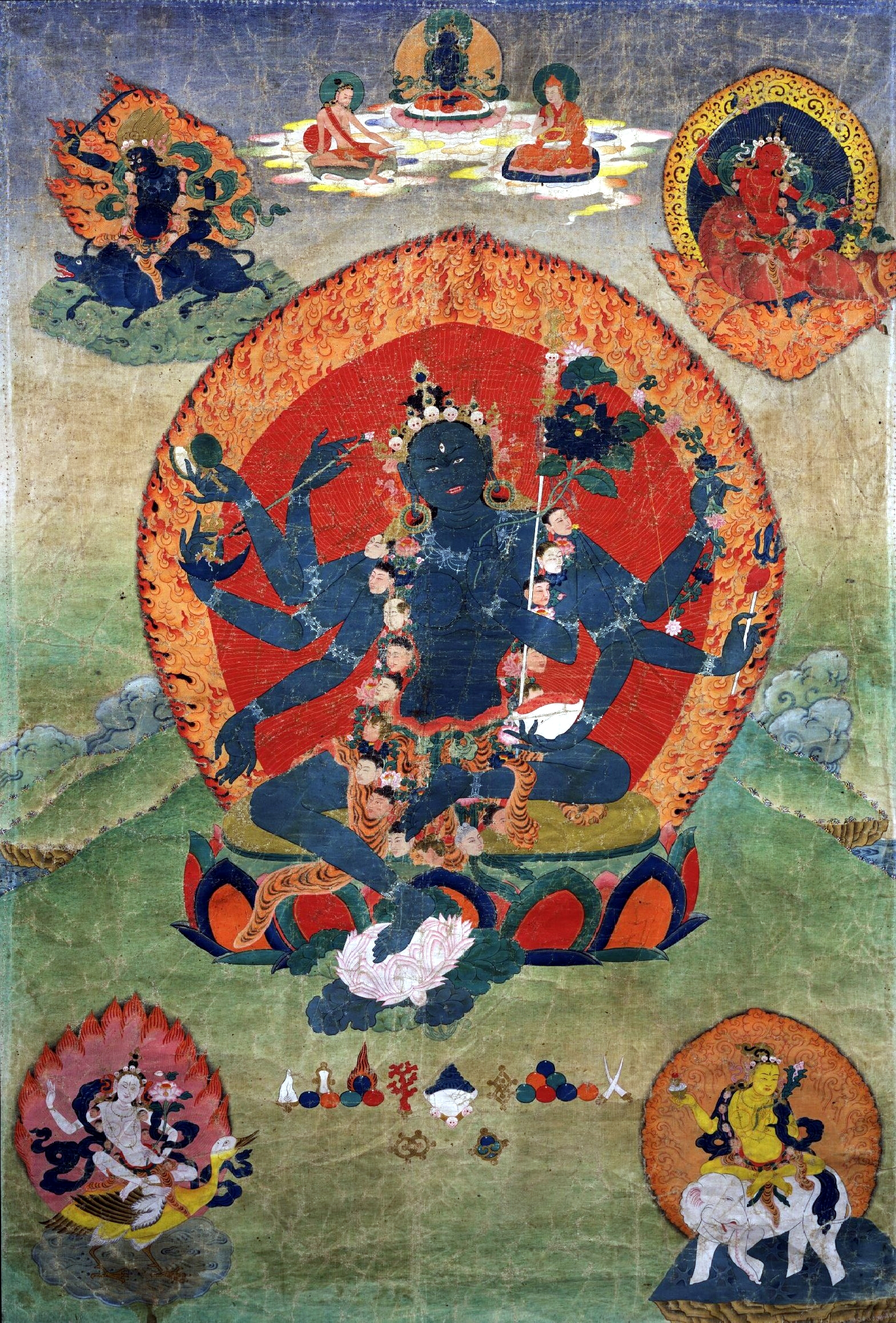
Thangka tibétain du XVIIIe siècle, représentant Tārā verte (Samaya Tārā Yogini) ; autour de la divinité, l'aura est dessinée. Rubin Museum of Art.

Le concept d'aura trouverait son origine dans l'Antiquité. Au départ, défini comme un mouvement d'air, une brise légère représentée dans le domaine des arts plastiques par le gonflement d'une draperie au-dessus de la tête de certaines divinités ou de héros/héroïnes très méritant(e)s (aura velificans). Dans l'Antiquité, jamais personne ne disait voir cet air impalpable ou ne lui attribuait une couleur.
Une des premières descriptions de l'aura, tel qu'il est compris dans l'ésotérisme, revient à Charles Webster Leadbeater, en 1897. Leadbeater était théosophiste et se présentait comme clairvoyant. Il présente l'aura comme une brume lumineuse autour de l'homme, que l'on peut classer en fonction de sa couleur.
Selon Rudolf Steiner, l’aura comprend deux éléments : « l’un reçoit de l’existence physique sa forme et sa coloration, l’autre les reçoit de l’existence spirituelle » (p. 52), « L’homme complet est deux fois plus haut et quatre fois plus large que son corps physique » (p. 133). 
Walter J. Kilner a écrit un classique sur le sujet : L'Aura humain. Il prétendait avoir créé des lunettes, les “lunettes de Kilner”, rendant visible l’aura humaine.
Le thème des auras a connu un regain de notoriété dans les années 1960 avec la contreculture hippie puis à nouveau dans les années 1990, après la parution du livre Les Enfants indigo : enfants du troisième millénaire du couple Lee Carroll et Jan Tober (qui se présentent comme des intermédiaires entre les humains et les extraterrestres), suivi par le film Indigo, produit et mis en scène par James Twyman, Neale Donald Walsch et Stephen Simon : les enfants indigo se caractériseraient par une aura de cette couleur et seraient des enfants surdoués (ou en échec scolaire), mais dont l'intelligence et la maturité spirituelle seraient supérieures.
En 1972, le psychologue américain Stanley Krippner a organisé à New York le premier congrès sur l'aura humaine. En 1977 (Future Science), il a listé 97 cultures faisant référence à l'aura humaine.

## Couleurs
Les couleurs de l'aura auraient une signification particulière : à chaque couleur spécifique serait associée une note de la gamme, une planète du système solaire, en plus de traduire certaines émotions ou problèmes de santé[réf. souhaitée]. Certains auteurs proposent une hiérarchie dans les couleurs de l'aura.
Selon Brigitte du Castel, il faudrait différencier dans l'aura, la « couleur de naissance » des « couleurs transitoires », qui apparaîtraient dans l'un ou l'autre des corps subtils de manière plus ou moins persistante, en fonction des états d'être du sujet. Chacune des couleurs de naissance aurait un contenu significatif très précis, sans hiérarchie de valeur, et indiquerait pour le sujet concerné : son domaine de sensibilité, ses domaines de facilité, son style comportemental, ses valeurs de références (dans le domaine du physique, du relationnel, du mental)  et ses forces et fragilités physiologiques [réf. incomplète].
Pour Franz Bardon, « En ce qui concerne la femme, l'aura de sa tête est de nature électrique, dessinée en rouge, alors que celle de ses parties génitales est de nature magnétique. Quant à l'homme, le processus s'inverse ».

## Effet Kirlian

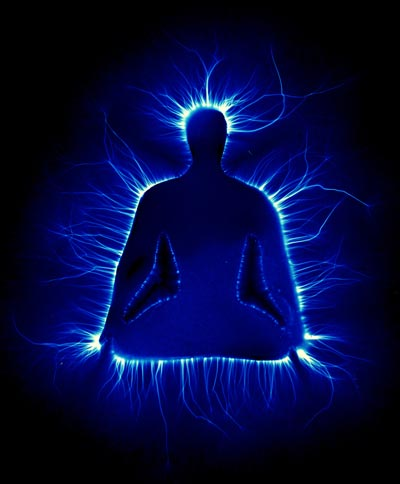
Photographie Kirlian.

Le Russe Semion Kirlian, en 1939, a mis au point un dispositif électronique haute fréquence, qui permet au niveau des pieds et des mains de reproduire sur papier photo, l'image d'une spectre-luminescence. À l'époque de leur découverte, ces images ont été interprétées comme des prises de vue de l'aura et utilisées comme support à diagnostic médical ou vibratoire. 
L'effet observé n'est dû qu'à l'inhomogénéité de la répartition des charges électriques à la surface de la pellicule du fait de l'humidité inhérente à chaque être vivant, humidité superficielle qui s'ionise sous l'effet de la tension électrique et se dépose sur le film (effet corona). Une analyse sceptique de l'effet Kirlian a été réalisée en 1994 pour la revue Science et pseudosciences par Ronan Loaëc.
Il existe aussi sur le marché des dispositifs photo-électroniques qui permettraient de photographier et de mesurer l'aura afin d'établir un bilan de l'état fonctionnel et vibratoire de la personne.

## Recherche scientifique
Selon un article de l'Agence Science-Presse, la perception des auras est due à un phénomène neuropsychologique appelé synesthésie. En 2004, le psychologue britannique Jamie Ward a publié un article dans la revue Cognitive Neuropsychology qui étudie le cas d'une personne qui perçoit des couleurs en fonction des émotions qu'elle ressent pour des objets, des mots ou des personnes. Il fait le parallèle avec les interprétations mystiques (aura, champ d'énergie) et note qu'il n'est pas difficile d'imaginer comment des personnes atteintes de synesthésie ont pu croire que les couleurs émanaient des gens plutôt que de leur cerveau.
Les auras ne sont perceptibles que si la personne est perceptible, ce qui entérine son caractère inexistant.
Une étude publiée en 2012 a établi qu'un guérisseur très connu en Espagne pour interpréter l'aura est synesthète.
Depuis les années 1970, les tentatives d'explication sont nombreuses. Les neurologues invoquent une série de connexions inhabituelles entre les neurones qui seraient survenues dès l'enfance. Deux zones du cerveau proches l'une de l'autre attirent leur attention : l'une, appelée le cortex rétrosplénial, associée aux émotions, l'autre, appelée V4, associée à la perception des couleurs.
La synesthésie ne concerne qu'une personne sur 2000, selon une étude américaine remontant à 1996. Ce phénomène se caractérise par une association de sens  qui conduit à ressentir des halos de couleur émanant de graphème, d'objet inanimés ou parfois de personnes vivantes.
Selon Robert Todd Carroll, personne n'a jamais pu mesurer une aura ou la supposée énergie qui en serait la source, même avec des appareils comme la tomographie par émission de positons. La vision de couleurs ne démontre pas l'existence d'aura ou de champ d'énergie dans le monde physique ou surnaturel. La plupart des exercices pour percevoir les auras exploitent des phénomènes naturels de perception comme la fatigue de la rétine ou des illusions d'optique et ne sont pas des « pouvoirs psychiques ».

## Figure littéraire
En littérature, le mot est utilisé dans un sens métaphorique, dérivé du sens du mot en parapsychologie. Il désigne l'atmosphère qui entoure ou semble entourer une personnalité qui s'impose fortement à l'attention d'autrui par sa présence, une œuvre qui marque son époque d'un rayonnement particulier.